# Speichergedächtnis
Der Begriff Speichergedächtnis wurde von Jan Assmann und Aleida Assmann geprägt.
Ihm zugrunde liegt die Definition des kulturellen Gedächtnis als soziales Gedächtnis, das nicht nur in, sondern vor allem zwischen den Menschen entsteht (siehe Maurice Halbwachs). Dabei wird das Bild der Vergangenheit in der Gegenwart geformt.
Das Speichergedächtnis umschreibt, anders als das Funktionsgedächtnis, einen Pool an Überlieferungsbeständen, die im Heute nicht gebraucht werden, auf die aber zugegriffen werden kann.
Das Speichergedächtnis ist latent; seine Bestände haben keinen direkten Bezug zur Gegenwart, sie sind autonom und unstrukturiert. Das Speichergedächtnis ist somit anachron. Es beschreibt sozusagen den Horizont allen Wissens, aller angesammelter Texte, Handlungsmuster usw.
Trotzdem übernimmt das Speichergedächtnis wichtige Funktionen:
- Es kann von zukünftigen Generationen neu bewertet werden (Renaissance);
- es macht das Funktionsgedächtnis schwerer manipulierbar;
- und es kann Korrektiv für das Funktionsgedächtnis sein.